# Evile
Az Evile brit thrash/death metal együttes. 2004-ben alakultak meg Huddersfieldben. Zenei hatásukként főleg a klasszikus thrash/death metal zenekarokat jelölték meg, pl.: Slayer, Overkill, Metallica, Megadeth, Sepultura, Obituary, Testament.
Pályafutásuk alatt négy nagylemezt dobtak piacra.
Szövegeik témái: halál, háború, gyilkosság. Érdekességként megemlítendő, hogy már 1999-ben jelen voltak, csak akkor még Metal Militia néven, és Metallica-feldolgozásokat játszottak.

## Tagok
- Matt Drake – ének, ritmusgitár (2004 –)
- Ben Carter – dobok (2004 –)
- Joel Graham – basszusgitár, háttérvokál (2010 –)
- Piers Donno Fuller – gitár, háttérvokál (2014 –)

Korábbi tagok
- Ol Drake - gitár, vokál (2004-2013)
- Mike Alexander - basszusgitár, vokál (2004-2009) Ő 2009-ben elhunyt.

## Diszkográfia
- All Hallows Eve (demó, 2004)
- Hell Demo (demó, 2006)
- Enter the Grave (stúdióalbum, 2007)
- Infected Nations (stúdióalbum, 2009)
- Five Serpent's Teeth (stúdióalbum, 2011)
- Skull (stúdióalbum, 2013)
- Hell Unleashed (stúdióalbum, 2021)